# Yaoundé VII
Yaoundé VII (ou Yaoundé 7e) est une commune d'arrondissement de la communauté urbaine de Yaoundé, département du Mfoundi dans la région du Centre du Cameroun. Elle a pour chef-lieu le quartier Nkolbisson.

## Géographie
Elle s'étend à l'ouest de la ville, à l'ouest de Yaoundé II et Yaoundé VI. La commune est drainée du sud au centre par la rivière Afémé. La commune s'étend sur les Monts Messa, Ebaminala et Minloua au nord, le Mont Mbokdoum (953 m) au sud.  
| Okola    |             | Yaoundé II |
|          | Yaoundé VII |            |
| Mbankomo |             | Yaoundé VI |

## Histoire
L'arrondissement de Yaoundé VIIe est créé en 2007. La commune d'arrondissement est créée en 2007. par démembrement de sa partie sud-ouest de Yaoundé II.

## Administration
Elle est dirigée par un maire depuis 1987.
| Période     | Identité                | Parti | Notes             |
| ----------- | ----------------------- | ----- | ----------------- |
| 2013 - 2025 | Augustin Tamba          | RDPC  | chef d'entreprise |
| 2007 - 2013 | Jean-Simon Ongola Omgba | RDPC  |                   |

## Quartiers
La commune est constituée de 18 quartiers:
- Etetak
- Nnom-Nnam
- Oyom Abang l
- Ngoulemakong
- Oyom Abang II
- Ndamvouth
- Oyom Abang III
- Nkomassi
- Oyom Abang IV
- Nkolbisson
- Nkol-So
- Mbog-Doum
- Abobo
- Ebot-Mefou.

## Édifices, parcs et jardins

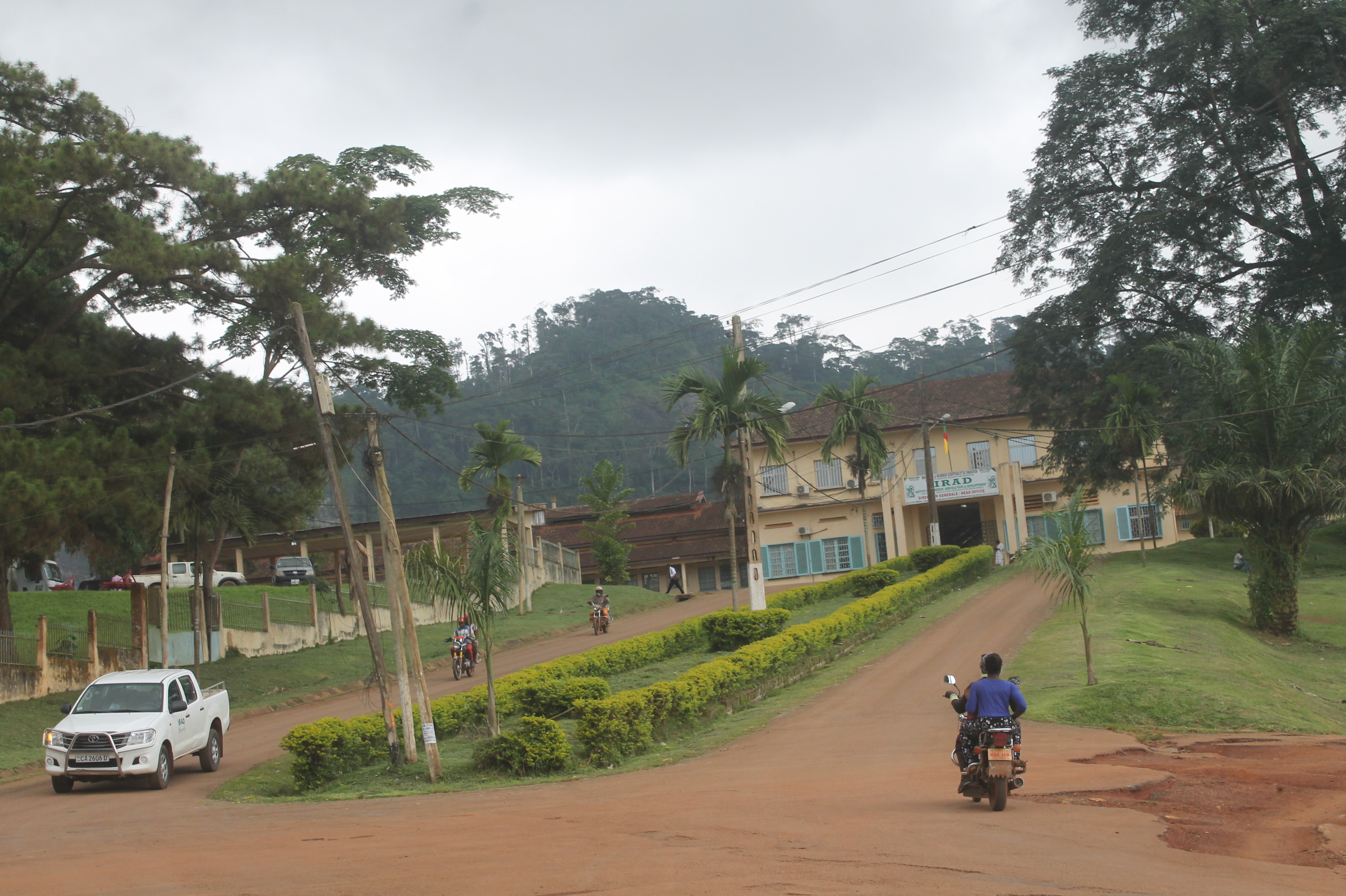
Institut de recherche agricole à Nkolbisson

- Institut de recherche agricole pour le développement, IRAD, Nkolbisson
- Forêt urbaine n°2

## Cultes et édifices religieux
- Paroisse Notre-Dame des Sept Douleurs

## Transports
La commune est traversée par la route provinciale P11, route de Douala.